# 피털루 학살

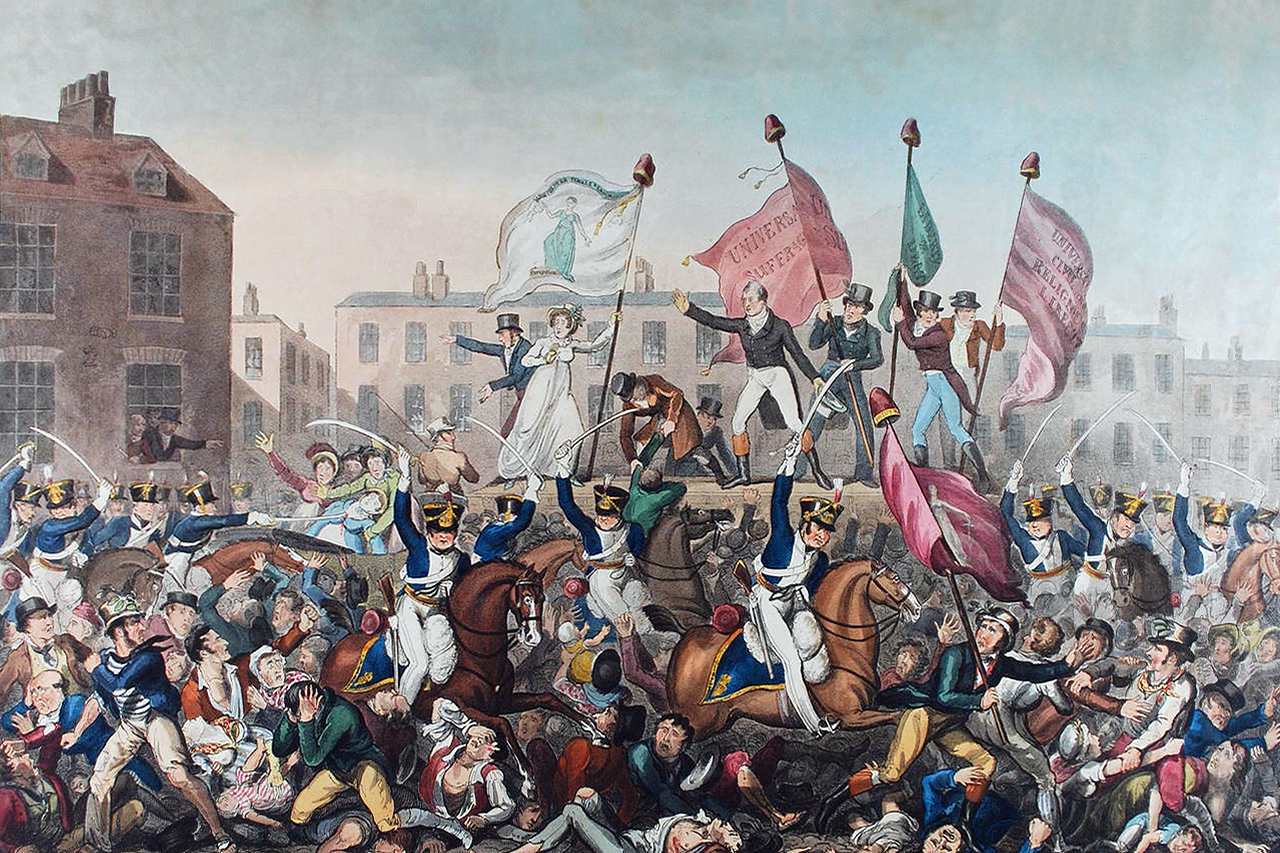
Richard Carlile이 피털루 학살을 묘사한 그림

피털루 학살(영어: Peterloo Massacre)은 1819년 8월 16일, 잉글랜드 맨체스터의 성 피터 광장에서 요먼대가 의회 체제 개혁을 요구하는 집회를 열고 있던 6만여 명의 군중에게 돌격하여 18명을 죽이고 최소 4백에서 최대 7백 명 가까이에게 중상을 입힌 사건이다. 여기에는 여자와 어린이도 들어가 있다.

## 개요
나폴레옹 전쟁 후 영국에는 경제 불황이 밀어닥쳐 실업자가 속출하였다. 지주는 곡물법에 의해 곡물 가격의 인상을 꾀해 노동자·부르주아의 반감을 부채질했다. 전시중 잠잠했던 급진적 정치운동은 헌트나 코베트의 지도로 고조되었고, 공업지대에서는 급진적 노동운동도 전개되기 시작하였다. 1819년 8월 민주주의적 개혁과 곡물법의 철폐를 요구하는 국민집회가 맨체스터의 성 피터(St. Peter) 광장에서 개최되자 정부는 군대를 보내 이를 탄압, 비무장한 군중 가운데 18명을 살해하고 다수(최소 4백에서 최대 7백 남짓)에게 중상을 입혔다. 이 폭거에 대한 항의 집회가 각지에서 개최되었으나, 의회는 집회의 권리를 박탈하고 출판의 제한을 강화했다. 1820년 2월 보수적인 각료를 암살하려는 카토가(街)의 음모가 경찰 당국에 적발되어 지도자는 처형당했다.

## 평가
역사가 Robert Poole은 이 학살을 "19세기 영국이라는 곳에서 일어난 가장 피비린내 나는 정치 사건"이라고 평가했다. 워털루 전쟁에 참전했던 John Lees는 이 사건으로 부상을 입은 뒤 상처가 악화되어 죽었다. 그는 죽기 직전에 친구에게 이렇게 말했다. "워털루에서는 사람 대 사람으로 치고받고 싸웠지만, 그곳(성 피터 광장)은 완전히 살인이었다."

## 관련 저서
- Robert Reid, 《The Peterloo Massacre》, Heinemann, 1989
- Robert Poole, 《Peterloo: The English Uprising》, Oxford University Press, 2019